# Petites sœurs de l'ouvrier
Les Petites sœurs de l'ouvrier sont une congrégation religieuse féminine enseignante et sociale de spiritualité ignacienneet de droit pontifical. 

## Histoire
En septembre 1880, le congrès des œuvres ouvrières décide de la création d’un institut religieux consacré uniquement à l’évangélisation de la classe ouvrière. Une congrégation est fondée dans ce but en 1880 à Grenoble par le jésuite Jules Sambin sous le nom de Petites sœurs de l'ouvrier, Filles du Cœur immaculé de Marie.
Le Père Sambin a pour collaboratrice Élisabeth Bacq, qui met à la disposition de l'œuvre sa communauté de religieuses qu'elle a fondée à Nancy avec Charles Lavigerie. La Mère Thérèse de Jésus Bacq est supérieure générale jusqu'en 1884, date à laquelle elle quitte l'institut pour fonder les Sœurs de Notre Dame de la Merci. L'institut reçoit le décret de louange le 28 septembre 1892.

## Activités et diffusion
Les sœurs se consacrent à l'enseignement et à l'assistance aux travailleurs et à leurs familles.
Elles sont uniquement présentes en France (Sarcelles, Échirolles, Montluçon, et Sallaumines).
En 2017, la congrégation comptait 15 sœurs dans 4 maisons.